# سوئیفتی‌ها

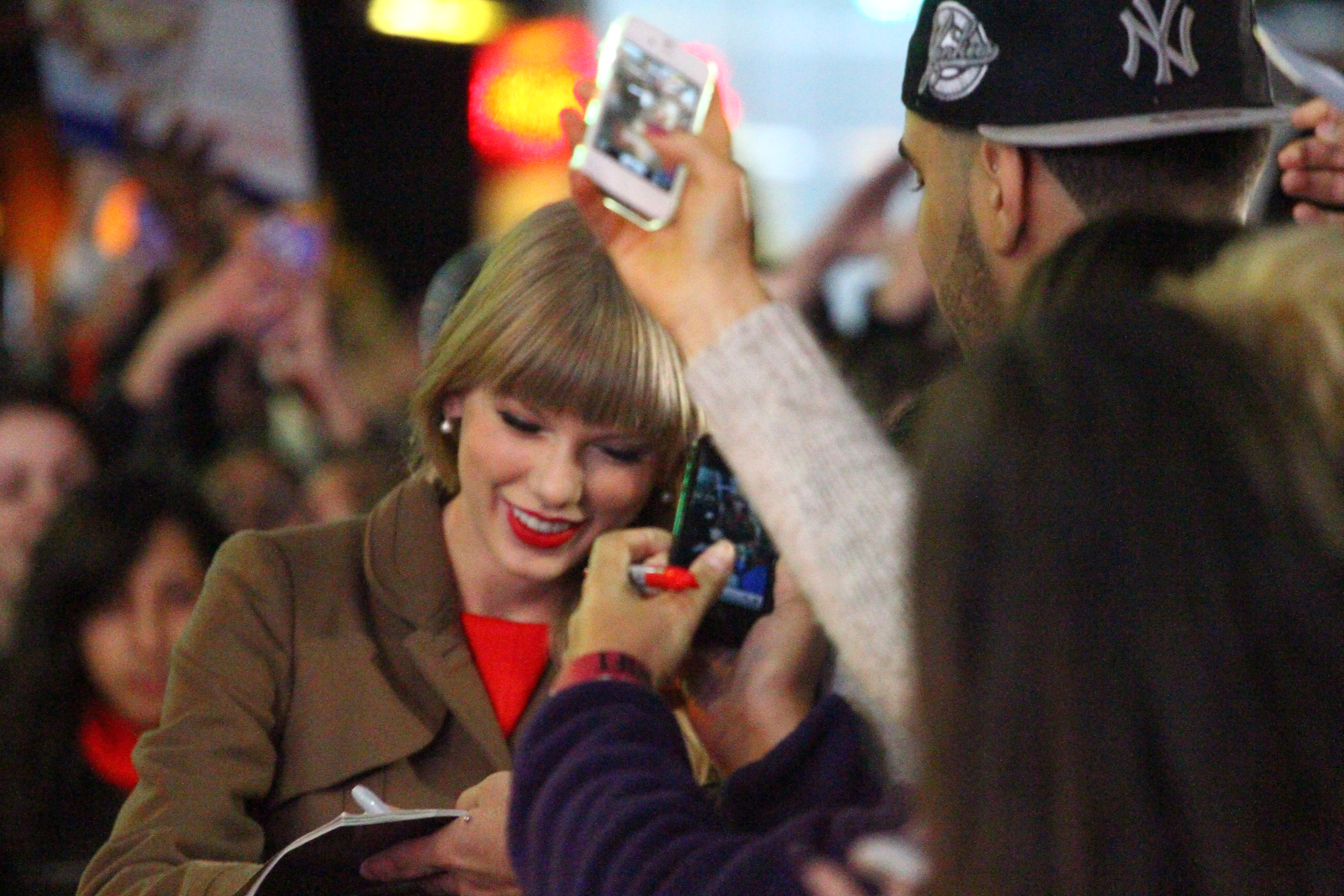
تیلور سوئیفت در سال ۲۰۱۲ در نیویورک سیتی با سوئیفتی‌هایی که در خارج از استودیوی برنامه صبح بخیر آمریکا گرد هم آمده بودند، تعامل داشت.

سوئیفتی‌ها (انگلیسی: Swifties)، طرفداران (فندوم) تیلور سوئیفت، خواننده-ترانه‌سرای آمریکایی، هستند که توسط روزنامه‌نگاران به‌عنوان یکی از بزرگ‌ترین، متعهدترین و تأثیرگذارترین پایگاه‌های هواداری شناخته می‌شوند. آن‌ها به دلیل مشارکت بالا، اجتماع و تأثیر فرهنگی چشمگیر بر صنعت موسیقی و فرهنگ مردمی شهرت دارند و موضوع بازتاب گسترده در رسانه‌های جریان اصلی هستند.
منتقدان معتقدند که سوئیفت رابطه بین هنرمند و هواداران را با ایجاد پیوندی صمیمی با سوئیفتی‌ها بازتعریف کرده است. او اغلب با هوادارانش تعامل، آن‌ها را کمک، تقدیر و در اولویت قرار داده است. سوئیفتی‌ها نیز صرف‌نظر از واکنش‌های متغیر رسانه‌ها، حمایت بی‌سابقه‌ای از آثار او نشان داده‌اند. آن‌ها در گذارهای ژانری سوئیفت، تغییرات غیرمنتظره هنری و جنجال‌های پر سر و صدایی مانند مناقشه مسترها در ۲۰۱۹، همچنان از او حمایت کردند. همچنین، سوئیفتی‌ها با جلب توجه سیاسی به عملکرد تیکت‌مستر، به وضع قوانین مختلف کمک کردند و با تور دوره‌ها به رشد اقتصادی دامن زدند. روزنامه‌نگاران، سوئیفتی‌ها را به عنوان یک بلوک رأی‌دهی به‌ویژه در سیاست ایالات متحده، بسیار تأثیرگذار می‌دانند.
آثار، تبلیغات و سبک مد سوئیفت به دلیل گنجاندن سرنخ‌ها و ایستر اگهایی که سوئیفتی‌ها آن‌ها را رمزگشایی می‌کنند و بخشی از دنیای موسیقایی او محسوب می‌شوند، توجه زیادی جلب کرده‌اند. با این حال، سوئیفتی‌ها نیز مورد انتقاد قرار گرفته‌اند؛ برخی از هواداران با انتشار مکان‌های لحظه‌ای سوئیفت، حریم خصوصی او را نادیده گرفته و به افرادی، از جمله سلبریتی‌هایی که از سوئیفت انتقاد می‌کنند، توهین کلامی کرده‌اند. از سوی دیگر، برخی سوئیفتی‌ها خود از سبک زندگی و انتخاب‌های حرفه‌ای سوئیفت انتقاد می‌کنند که روزنامه‌نگاران آن را نشانه‌ای از یک رابطه پاراسوشیال می‌دانند و ناپسند می‌شمارند.
تحلیل‌های فرهنگی، سوئیفتی‌ها را یک جامعه هم‌سود، یک خرده‌فرهنگ یا حتی یک شبه‌متاورس توصیف کرده‌اند. محققان دانشگاهی نیز آن‌ها را از منظر مصرف‌گرایی، تولید محتوا، سرمایه اجتماعی، شور جمعی، سازمان‌دهی گسترده و روابط بین‌فردی مورد مطالعه قرار داده‌اند. واژه «سوئیفتی(ها)» در سال ۲۰۲۳ به فرهنگ لغت انگلیسی آکسفورد اضافه شد.